# Terence Boston
Pour les articles homonymes, voir Boston (homonymie).
 (novembre 2020).
Terence George Boston, baron Boston de Faversham (21 mars 1930 - 23 juillet 2011), est un homme politique du parti travailliste britannique.

## Jeunesse
Boston est né le 21 mars 1930, fils de George Boston et de son épouse Kate Boston (née Bellati). Il fait ses études à la Woolwich Polytechnic School for Boys située dans le Borough royal de Greenwich, à Londres. Le 4 octobre 1951, dans le cadre du service national, il est nommé dans la Royal Air Force en tant qu'officier pilote. Il reçoit le numéro de service 2501206. Il étudie ensuite au King's College de Londres où il rejoint l'escadron aérien de l'université, et est transféré à la Royal Air Force Volunteer Reserve, le 3 octobre 1952. Il est promu officier d'aviation le 6 avril 1954. Il obtient un baccalauréat en droit (LLB) en 1954. Il est appelé au barreau à Inner Temple en 1960. Il est promu lieutenant d'aviation le 6 avril 1960.

## Carrière politique
Il est élu député de Faversham lors d'une élection partielle le 14 mai 1964, à la suite du décès du député travailliste Percy Wells. Il est réélu aux élections générales d'octobre 1964 et de nouveau en 1966, mais est battu aux élections générales de 1970 par le conservateur Roger Moate.
Annoncé dans les honneurs de démission du premier ministre de 1976, Boston est créé pair à vie en tant que baron Boston de Faversham, de Faversham dans le comté de Kent le 1er juillet 1976. Il est vice-président de la Chambre des lords de 1991 à 2008 et deux fois président de comités, de 1994 à 1997 et de 1997 à 2000.

## Vie privée
En 1963, Boston épouse Margaret Head. Ils n'ont pas d'enfants.
Il est un parrain du projet des prisons africaines, une organisation Organisation non gouvernementale dont la mission est d'améliorer le bien-être des prisonniers par l'éducation, la santé et la justice.
De 1980 à 1990, Boston est président de TVS, le détenteur de la franchise ITV pour le sud et le sud-est de l'Angleterre de 1982 à 1992.